# Shannonomyia (Shannonomyia) argenticeps
Shannonomyia (Shannonomyia) argenticeps is een tweevleugelige uit de familie steltmuggen (Limoniidae). De soort komt voor in het Neotropisch gebied.